# Saison 2016-2017 des Raptors de Toronto
La saison 2016-2017 des Raptors de Toronto est la 22e saison de la franchise en NBA.

## Draft
| Tour | Choix | Joueur        | Poste | Nationalité | Provenance                 |
| ---- | ----- | ------------- | ----- | ----------- | -------------------------- |
| 1    | 9     | Jakob Pöltl   | C     | Autriche    | Utes de l'Utah             |
| 1    | 27    | Pascal Siakam | PF    | Cameroun    | Aggies de New Mexico State |

## Summer League
| Summer League Total: 4-1 |

| Match | Date match | Équipe       | Score   | Meilleur marqueur  | Meilleur rebondeur | Meilleur passeur     | Lieux Spectateurs    | Série |
| ----- | ---------- | ------------ | ------- | ------------------ | ------------------ | -------------------- | -------------------- | ----- |
| 1     | 8 juillet  | Sacramento   | V 88-47 | Norman Powell (13) | Jakob Pöltl (9)    | Delon Wright (6)     | Cox Pavilion         | 1 - 0 |
| 2     | 10 juillet | Minnesota    | V 82-80 | Norman Powell (29) | Norman Powell (8)  | Powell, Wright (3)   | Cox Pavilion         | 2 - 0 |
| 3     | 11 juillet | Dallas       | V 80-69 | Norman Powell (23) | Jakob Pöltl (7)    | Delon Wright (5)     | Thomas & Mack Center | 3 - 0 |
| 4     | 14 juillet | Golden State | V 75-69 | Norman Powell (17) | Jakob Pöltl (7)    | Delon Wright (4)     | Cox Pavilion         | 4 - 0 |
| 5     | 16 juillet | Minnesota    | D 79-81 | Norman Powell (17) | Delon Wright (8)   | VanVleet, Wright (3) | Thomas & Mack Center | 4 - 1 |

## Pré-saison
| Pré-saison Total: 4-3 (Domicile : 2-1 ; Extérieur : 2-2) |

| Match | Date match  | Équipe         | Score     | Meilleur marqueur    | Meilleur rebondeur     | Meilleur passeur       | Lieux Spectateurs      | Série |
| ----- | ----------- | -------------- | --------- | -------------------- | ---------------------- | ---------------------- | ---------------------- | ----- |
| 1     | 1er octobre | Golden State   | V 97-93   | DeMarre Carroll (14) | Jared Sullinger (10)   | Kyle Lowry (4)         | Rogers Arena           | 1 - 0 |
| 2     | 3 octobre   | Denver         | D 106-108 | Terrence Ross (23)   | Norman Powell (7)      | Cory Joseph (4)        | Scotiabank Saddledome  | 1 - 1 |
| 3     | 5 octobre   | @ L.A Clippers | D 98-104  | DeMar DeRozan (20)   | Jonas Valančiūnas (6)  | VanVleet, Nogueira (3) | Staples Center         | 1 - 2 |
| 4     | 13 octobre  | @ Cleveland    | V 119-94  | Kyle Lowry (25)      | Jonas Valančiūnas (7)  | Kyle Lowry (6)         | Quicken Loans Arena    | 2 - 2 |
| 5     | 14 octobre  | San Lorenzo    | V 122-105 | Fred VanVleet (31)   | Jakob Pöltl (6)        | VanVleet, Heslip (5)   | Centre Air Canada      | 3 - 2 |
| 6     | 19 octobre  | @ Détroit      | V 103-92  | Kyle Lowry (27)      | Jonas Valančiūnas (12) | Cory Joseph (4)        | Palace of Auburn Hills | 4 - 2 |
| 7     | 21 octobre  | @ Washington   | D 82-119  | DeMar DeRozan (34)   | Jakob Pöltl (6)        | Kyle Lowry (5)         | Verizon Center         | 4 - 3 |

## Saison régulière
| Saison régulière Total: 51-31 (Domicile : 28-13 ; Extérieur : 23-18) |

| Match | Date match | Équipe    | Score     | Meilleur marqueur  | Meilleur rebondeur     | Meilleur passeur | Lieux Spectateurs | Série |
| ----- | ---------- | --------- | --------- | ------------------ | ---------------------- | ---------------- | ----------------- | ----- |
| 1     | 26 octobre | Détroit   | V 109-91  | DeMar DeRozan (40) | Jonas Valančiūnas (11) | Kyle Lowry (8)   | Centre Air Canada | 1 - 0 |
| 2     | 28 octobre | Cleveland | D 91-94   | DeMar DeRozan (32) | Jonas Valančiūnas (17) | Kyle Lowry (4)   | Centre Air Canada | 1 - 1 |
| 3     | 31 octobre | Denver    | V 105-102 | DeMar DeRozan (33) | Jonas Valančiūnas (9)  | Kyle Lowry (7)   | Centre Air Canada | 2 - 1 |

| Match | Date match  | Équipe           | Score          | Meilleur marqueur  | Meilleur rebondeur     | Meilleur passeur   | Lieux Spectateurs         | Série  |
| ----- | ----------- | ---------------- | -------------- | ------------------ | ---------------------- | ------------------ | ------------------------- | ------ |
| 4     | 2 novembre  | @ Washington     | V 113-103      | DeMar DeRozan (40) | Jonas Valančiūnas (7)  | DeMar DeRozan (5)  | Verizon Center            | 3 - 1  |
| 5     | 4 novembre  | Miami            | V 96-87        | DeMar DeRozan (34) | Jonas Valančiūnas (11) | Kyle Lowry (5)     | Centre Air Canada         | 4 - 1  |
| 6     | 6 novembre  | Sacramento       | D 91-96        | DeMar DeRozan (23) | Patrick Patterson (9)  | Kyle Lowry (10)    | Centre Air Canada         | 4 - 2  |
| 7     | 9 novembre  | @ Oklahoma City  | V 112-102      | DeMar DeRozan (37) | Kyle Lowry (9)         | Kyle Lowry (13)    | Chesapeake Energy Arena   | 5 - 2  |
| 8     | 11 novembre | @ Charlotte      | V 113-111      | DeMar DeRozan (34) | Valančiūnas, Lowry (8) | Kyle Lowry (6)     | Time Warner Cable Arena   | 6 - 2  |
| 9     | 12 novembre | New York         | V 118-107      | DeMar DeRozan (33) | Lucas Nogueira (10)    | Kyle Lowry (6)     | Centre Air Canada         | 7 - 2  |
| 10    | 15 novembre | @ Cleveland      | D 117-121      | Kyle Lowry (28)    | Jonas Valančiūnas (9)  | Kyle Lowry (9)     | Quicken Loans Arena       | 7 - 3  |
| 11    | 16 novembre | Golden State     | D 121-127      | DeMar DeRozan (34) | Pascal Siakam (9)      | Kyle Lowry (5)     | Centre Air Canada         | 7 - 4  |
| 12    | 18 novembre | @ Denver         | V 113-111 (OT) | DeMar DeRozan (30) | Jonas Valančiūnas (9)  | Kyle Lowry (13)    | Pepsi Center              | 8 - 4  |
| 13    | 20 novembre | @ Sacramento     | D 99-102       | Kyle Lowry (25)    | Jonas Valančiūnas (14) | Kyle Lowry (6)     | Golden 1 Center           | 8 - 5  |
| 14    | 21 novembre | @ L. A. Clippers | D 115-123      | Kyle Lowry (27)    | Jonas Valančiūnas (8)  | DeRozan, Lowry (7) | Staples Center            | 8 - 6  |
| 15    | 23 novembre | @ Houston        | V 115-102      | DeMar DeRozan (24) | Jonas Valančiūnas (16) | DeRozan, Lowry (9) | Toyota Center             | 9 - 6  |
| 16    | 25 novembre | @ Milwaukee      | V 105-99       | DeMar DeRozan (26) | Siakam, DeRozan (7)    | Kyle Lowry (6)     | BMO Harris Bradley Center | 10 - 6 |
| 17    | 28 novembre | Philadelphie     | V 122-95       | Kyle Lowry (24)    | Jonas Valančiūnas (11) | Kyle Lowry (8)     | Centre Air Canada         | 11 - 6 |
| 18    | 30 novembre | Memphis          | V 120-105      | Kyle Lowry (29)    | Patrick Patterson (13) | Kyle Lowry (8)     | Centre Air Canada         | 12 - 6 |

| Match | Date match  | Équipe         | Score     | Meilleur marqueur   | Meilleur rebondeur          | Meilleur passeur      | Lieux Spectateurs          | Série   |
| ----- | ----------- | -------------- | --------- | ------------------- | --------------------------- | --------------------- | -------------------------- | ------- |
| 19    | 2 décembre  | L. A. Lakers   | V 113-80  | Kyle Lowry (24)     | Quatre joueurs (7)          | Kyle Lowry (7)        | Centre Air Canada          | 13 - 6  |
| 20    | 3 décembre  | Atlanta        | V 128-84  | DeMar DeRozan (21)  | Lowry, Nogueira (8)         | Kyle Lowry (8)        | Centre Air Canada          | 14 - 6  |
| 21    | 5 décembre  | Cleveland      | D 112-116 | DeMar DeRozan (31)  | Jonas Valančiūnas (10)      | Kyle Lowry (9)        | Centre Air Canada          | 14 - 7  |
| 22    | 8 décembre  | Minnesota      | V 124-110 | DeMar DeRozan (27)  | Jonas Valančiūnas (10)      | Kyle Lowry (11)       | Centre Air Canada          | 15 - 7  |
| 23    | 9 décembre  | @ Boston       | V 101-94  | Kyle Lowry (34)     | Valančiūnas, Patterson (10) | Patrick Patterson (4) | TD Garden                  | 16 - 7  |
| 24    | 12 décembre | Milwaukee      | V 122-100 | DeMar DeRozan (30)  | Jonas Valančiūnas (13)      | Lowry, Joseph (7)     | Centre Air Canada          | 17 - 7  |
| 25    | 14 décembre | @ Philadelphie | V 123-114 | DeMar DeRozan (31)  | Jonas Valančiūnas (10)      | Lowry, Joseph (7)     | Wells Fargo Center         | 18 - 7  |
| 26    | 16 décembre | Atlanta        | D 121-125 | DeMar DeRozan (34)  | Jonas Valančiūnas (6)       | Kyle Lowry (6)        | Centre Air Canada          | 18 - 8  |
| 27    | 18 décembre | @ Orlando      | V 109-79  | DeMar DeRozan (31)  | Jonas Valančiūnas (13)      | Kyle Lowry (10)       | Amway Center               | 19 - 8  |
| 28    | 20 décembre | Brooklyn       | V 116-104 | Kyle Lowry (23)     | Jonas Valančiūnas (14)      | Kyle Lowry (8)        | Centre Air Canada          | 20 - 8  |
| 29    | 23 décembre | @ Utah         | V 104-98  | Kyle Lowry (36)     | Jonas Valančiūnas (7)       | Kyle Lowry (5)        | Vivint Smart Home Arena    | 21 - 8  |
| 30    | 26 décembre | @ Portland     | V 95-91   | Kyle Lowry (27)     | Jonas Valančiūnas (12)      | DeMar DeRozan (7)     | Moda Center                | 22 - 8  |
| 31    | 28 décembre | @ Golden State | D 111-121 | DeMar DeRozan (29)  | Carroll, Ross (7)           | Kyle Lowry (11)       | Oracle Arena               | 22 - 9  |
| 32    | 29 décembre | @ Phoenix      | D 91-99   | DeRozan, Lowry (24) | Jonas Valančiūnas (10)      | Kyle Lowry (5)        | Talking Stick Resort Arena | 22 - 10 |

| Match | Date match  | Équipe         | Score          | Meilleur marqueur  | Meilleur rebondeur       | Meilleur passeur   | Lieux Spectateurs       | Série   |
| ----- | ----------- | -------------- | -------------- | ------------------ | ------------------------ | ------------------ | ----------------------- | ------- |
| 33    | 1er janvier | @ L. A. Lakers | V 123-114      | Kyle Lowry (41)    | Siakam, Valančiūnas (10) | Lowry, Joseph (7)  | Staples Center          | 23 - 10 |
| 34    | 3 janvier   | @ San Antonio  | D 82-110       | DeMar DeRozan (26) | Jakob Pöltl (9)          | Cory Joseph (3)    | AT&T Center             | 23 - 11 |
| 35    | 5 janvier   | Utah           | V 101-93       | Kyle Lowry (33)    | Jonas Valančiūnas (13)   | Kyle Lowry (5)     | Centre Air Canada       | 24 - 11 |
| 36    | 7 janvier   | @ Chicago      | D 118-123 (OT) | DeMar DeRozan (36) | Kyle Lowry (9)           | Kyle Lowry (12)    | United Center           | 24 - 12 |
| 37    | 8 janvier   | Houston        | D 122-129      | DeMar DeRozan (36) | DeMarre Carroll (8)      | Kyle Lowry (6)     | Centre Air Canada       | 24 - 13 |
| 38    | 10 janvier  | Boston         | V 114-106      | DeMar DeRozan (41) | Jonas Valančiūnas (23)   | Kyle Lowry (9)     | Centre Air Canada       | 25 - 13 |
| 39    | 13 janvier  | Brooklyn       | V 132-113      | DeMar DeRozan (28) | DeMarre Carroll (11)     | Cory Joseph (7)    | Centre Air Canada       | 26 - 13 |
| 40    | 15 janvier  | New York       | V 116-101      | DeMar DeRozan (23) | Jonas Valančiūnas (16)   | Kyle Lowry (9)     | Centre Air Canada       | 27 - 13 |
| 41    | 17 janvier  | @ Brooklyn     | V 119-109      | DeMar DeRozan (36) | DeMar DeRozan (11)       | DeMar DeRozan (6)  | Barclays Center         | 28 - 13 |
| 42    | 18 janvier  | @ Philadelphie | D 89-94        | DeMar DeRozan (25) | Jonas Valančiūnas (16)   | DeMar DeRozan (6)  | Wells Fargo Center      | 28 - 14 |
| 43    | 20 janvier  | @ Charlotte    | D 78-113       | Kyle Lowry (24)    | Jonas Valančiūnas (6)    | Kyle Lowry (3)     | Time Warner Cable Arena | 28 - 15 |
| 44    | 22 janvier  | Phoenix        | D 103-115      | DeMar DeRozan (22) | Jonas Valančiūnas (12)   | Kyle Lowry (6)     | Centre Air Canada       | 28 - 16 |
| 45    | 24 janvier  | San Antonio    | D 106-108      | Kyle Lowry (30)    | Jonas Valančiūnas (13)   | Quatre joueurs (2) | Centre Air Canada       | 28 - 17 |
| 46    | 25 janvier  | @ Memphis      | D 99-101       | Kyle Lowry (29)    | Jonas Valančiūnas (12)   | Kyle Lowry (8)     | FedExForum              | 28 - 18 |
| 47    | 27 janvier  | Milwaukee      | V 102-86       | Kyle Lowry (32)    | Jonas Valančiūnas (11)   | Kyle Lowry (6)     | Centre Air Canada       | 29 - 18 |
| 48    | 29 janvier  | Orlando        | D 113-114      | Kyle Lowry (33)    | Patrick Patterson (10)   | Kyle Lowry (8)     | Centre Air Canada       | 29 - 19 |
| 49    | 31 janvier  | New Orleans    | V 108-106 (OT) | Kyle Lowry (33)    | Jonas Valančiūnas (12)   | Kyle Lowry (10)    | Centre Air Canada       | 30 - 19 |

| Match               | Date match  | Équipe         | Score     | Meilleur marqueur      | Meilleur rebondeur        | Meilleur passeur  | Lieux Spectateurs     | Série   |
| ------------------- | ----------- | -------------- | --------- | ---------------------- | ------------------------- | ----------------- | --------------------- | ------- |
| 50                  | 1er février | @ Boston       | D 104-109 | Kyle Lowry (32)        | Trois joueurs (6)         | Kyle Lowry (5)    | TD Garden             | 30 - 20 |
| 51                  | 3 février   | @ Orlando      | D 94-102  | Trois joueurs (18)     | Jonas Valančiūnas (11)    | Kyle Lowry (7)    | Amway Center          | 30 - 21 |
| 52                  | 5 février   | @ Brooklyn     | V 103-95  | Jonas Valančiūnas (22) | Kyle Lowry (11)           | Kyle Lowry (11)   | Barclays Center       | 31 - 21 |
| 53                  | 6 février   | L. A. Clippers | V 118-109 | DeMar DeRozan (31)     | Jonas Valančiūnas (12)    | Kyle Lowry (8)    | Centre Air Canada     | 32 - 21 |
| 54                  | 8 février   | @ Minnesota    | D 109-112 | DeMar DeRozan (30)     | DeMarre Carroll (9)       | Lowry, Joseph (5) | Target Center         | 32 - 22 |
| 55                  | 12 février  | Détroit        | D 101-102 | DeMar DeRozan (26)     | Jonas Valančiūnas (9)     | Kyle Lowry (5)    | Centre Air Canada     | 32 - 23 |
| 56                  | 14 février  | @ Chicago      | D 94-105  | Kyle Lowry (22)        | Jonas Valančiūnas (9)     | Lowry, Powell (4) | United Center         | 32 - 24 |
| 57                  | 15 février  | Charlotte      | V 90-85   | Kyle Lowry (21)        | Carroll, Valančiūnas (11) | Kyle Lowry (6)    | Centre Air Canada     | 33 - 24 |
| All-Star Break 2017 |             |                |           |                        |                           |                   |                       |         |
| 58                  | 24 février  | Boston         | V 107-97  | DeMar DeRozan (43)     | P. J. Tucker (10)         | Cory Joseph (6)   | Centre Air Canada     | 34 - 24 |
| 59                  | 26 février  | Portland       | V 112-106 | DeMar DeRozan (33)     | Serge Ibaka (10)          | Cory Joseph (6)   | Centre Air Canada     | 35 - 24 |
| 60                  | 27 février  | @ New York     | V 92-91   | DeMar DeRozan (37)     | DeMar DeRozan (8)         | Cory Joseph (4)   | Madison Square Garden | 36 - 24 |

| Match | Date match | Équipe                | Score          | Meilleur marqueur      | Meilleur rebondeur     | Meilleur passeur    | Lieux Spectateurs         | Série   |
| ----- | ---------- | --------------------- | -------------- | ---------------------- | ---------------------- | ------------------- | ------------------------- | ------- |
| 61    | 1er mars   | Washington            | D 96-105       | DeMar DeRozan (24)     | Serge Ibaka (12)       | 3 joueurs (2)       | Centre Air Canada         | 36 - 25 |
| 62    | 3 mars     | @ Washington          | V 114-106      | DeMar DeRozan (32)     | DeMar DeRozan (13)     | DeMar DeRozan (5)   | Verizon Center            | 37 - 25 |
| 63    | 4 mars     | @ Milwaukee           | D 94-101       | Serge Ibaka (19)       | Jonas Valančiūnas (7)  | Cory Joseph (8)     | BMO Harris Bradley Center | 37 - 26 |
| 64    | 8 mars     | @ La Nouvelle-Orléans | V 94-87        | Jonas Valančiūnas (25) | Jonas Valančiūnas (13) | DeMar DeRozan (6)   | Smoothie King Center      | 38 - 26 |
| 65    | 10 mars    | @ Atlanta             | D 99-105       | DeMar DeRozan (28)     | Jonas Valančiūnas (12) | Cory Joseph (8)     | Philips Arena             | 38 - 27 |
| 66    | 11 mars    | @ Miami               | D 89-104       | DeMar DeRozan (17)     | Jonas Valančiūnas (10) | Delon Wright (3)    | American Airlines Arena   | 38 - 28 |
| 67    | 13 mars    | Dallas                | V 100-78       | DeMar DeRozan (25)     | Jonas Valančiūnas (12) | Cory Joseph (4)     | Centre Air Canada         | 39 - 28 |
| 68    | 16 mars    | Oklahoma City         | D 102-123      | DeMar DeRozan (22)     | Jonas Valančiūnas (5)  | Cory Joseph (6)     | Centre Air Canada         | 39 - 29 |
| 69    | 17 mars    | @ Détroit             | V 87-75        | Serge Ibaka (17)       | Ibaka, Tucker (9)      | DeRozan, Joseph (6) | Palace of Auburn Hills    | 40 - 29 |
| 70    | 19 mars    | Indiana               | V 116-91       | DeMar DeRozan (22)     | Jonas Valančiūnas (13) | Cory Joseph (9)     | Centre Air Canada         | 41 - 29 |
| 71    | 21 mars    | Chicago               | V 122-120 (OT) | DeMar DeRozan (42)     | P. J. Tucker (12)      | DeMar DeRozan (8)   | Centre Air Canada         | 42 - 29 |
| 72    | 23 mars    | @ Miami               | V 101-84       | DeMar DeRozan (40)     | Patrick Patterson (10) | 3 joueurs (3)       | American Airlines Arena   | 43 - 29 |
| 73    | 25 mars    | @ Dallas              | V 94-86        | Ibaka, DeRozan (18)    | P. J. Tucker (9)       | DeMar DeRozan (6)   | American Airlines Center  | 44 - 29 |
| 74    | 27 mars    | Orlando               | V 131-112      | DeMar DeRozan (36)     | Jonas Valančiūnas (9)  | Cory Joseph (13)    | Centre Air Canada         | 45 - 29 |
| 75    | 29 mars    | Charlotte             | D 106-110      | DeMar DeRozan (28)     | Jonas Valančiūnas (15) | DeMar DeRozan (8)   | Centre Air Canada         | 45 - 30 |
| 76    | 31 mars    | Indiana               | V 111-100      | DeMar DeRozan (40)     | Jonas Valančiūnas (17) | Joseph, Wright (6)  | Centre Air Canada         | 46 - 30 |

| Match | Date match | Équipe       | Score     | Meilleur marqueur  | Meilleur rebondeur      | Meilleur passeur    | Lieux Spectateurs       | Série   |
| ----- | ---------- | ------------ | --------- | ------------------ | ----------------------- | ------------------- | ----------------------- | ------- |
| 77    | 2 avril    | Philadelphie | V 113-105 | Serge Ibaka (24)   | Jonas Valančiūnas (8)   | DeMar DeRozan (9)   | Centre Air Canada       | 47 - 30 |
| 78    | 4 avril    | @ Indiana    | D 90-108  | DeMar DeRozan (27) | Ibaka, Valančiūnas (10) | Delon Wright (4)    | Bankers Life Fieldhouse | 47 - 31 |
| 79    | 5 avril    | @ Détroit    | V 105-102 | Kyle Lowry (27)    | Serge Ibaka (7)         | DeRozan, Lowry (10) | Palace of Auburn Hills  | 48 - 31 |
| 80    | 7 avril    | Miami        | V 96-94   | DeMar DeRozan (38) | Jonas Valančiūnas (10)  | Kyle Lowry (6)      | Centre Air Canada       | 49 - 31 |
| 81    | 9 avril    | @ New York   | V 110-97  | DeMar DeRozan (35) | Quatre joueurs (7)      | Kyle Lowry (11)     | Madison Square Garden   | 50 - 31 |
| 82    | 12 avril   | @ Cleveland  | V 98-83   | Norman Powell (25) | Pascal Siakam (10)      | Fred VanVleet (6)   | Quicken Loans Arena     | 51 - 31 |

## Playoffs
| Playoffs Total: 4-6 (Domicile : 2-3 ; Extérieur : 2-3) |

| Match | Date match | Équipe      | Score     | Meilleur marqueur  | Meilleur rebondeur     | Meilleur passeur  | Lieux Spectateurs         | Série |
| ----- | ---------- | ----------- | --------- | ------------------ | ---------------------- | ----------------- | ------------------------- | ----- |
| 1     | 15 avril   | Milwaukee   | D 83-97   | DeMar DeRozan (27) | Serge Ibaka (14)       | Kyle Lowry (6)    | Air Canada Centre         | 0 - 1 |
| 2     | 18 avril   | Milwaukee   | V 106-100 | DeMar DeRozan (23) | Jonas Valančiūnas (10) | Serge Ibaka (6)   | Air Canada Centre         | 1 - 1 |
| 3     | 20 avril   | @ Milwaukee | D 77-104  | Lowry, Wright (13) | Valančiūnas, Pöltl (7) | Cory Joseph (3)   | BMO Harris Bradley Center | 1 - 2 |
| 4     | 22 avril   | @ Milwaukee | V 87-76   | DeMar DeRozan (33) | DeMar DeRozan (9)      | DeMar DeRozan (5) | BMO Harris Bradley Center | 2 - 2 |
| 5     | 24 avril   | Milwaukee   | V 118-93  | Norman Powell (25) | Jonas Valančiūnas (7)  | Kyle Lowry (10)   | Air Canada Centre         | 3 - 2 |
| 6     | 27 avril   | @ Milwaukee | V 92-89   | DeMar DeRozan (32) | Serge Ibaka (11)       | Kyle Lowry (4)    | BMO Harris Bradley Center | 4 - 2 |

| Match | Date match | Équipe      | Score     | Meilleur marqueur      | Meilleur rebondeur    | Meilleur passeur | Lieux Spectateurs   | Série |
| ----- | ---------- | ----------- | --------- | ---------------------- | --------------------- | ---------------- | ------------------- | ----- |
| 1     | 1er mai    | @ Cleveland | D 105-116 | Kyle Lowry (20)        | P. J. Tucker (11)     | Kyle Lowry (11)  | Quicken Loans Arena | 0 - 1 |
| 2     | 3 mai      | @ Cleveland | V 103-125 | Jonas Valančiūnas (23) | Cory Joseph (6)       | Kyle Lowry (5)   | Quicken Loans Arena | 0 - 2 |
| 3     | 5 mai      | Cleveland   | D 94-115  | DeMar DeRozan (37)     | Jonas Valančiūnas (8) | Cory Joseph (6)  | Centre Air Canada   | 0 - 3 |
| 4     | 7 mai      | Cleveland   | D 102-109 | Serge Ibaka (23)       | P. J. Tucker (12)     | Cory Joseph (12) | Centre Air Canada   | 0 - 4 |

## Confrontations
| Conférence Est      | Conférence Est                               | Conférence Est                               | Conférence Est                               | Conférence Est                               | Conférence Ouest                             | Conférence Ouest                             | Conférence Ouest                             |
| Division Atlantique | Division Atlantique                          | Division Atlantique                          | Division Atlantique                          | Division Atlantique                          | Division Nord-Ouest                          | Division Nord-Ouest                          | Division Nord-Ouest                          |
| Équipe              | Domicile                                     | Domicile                                     | Extérieur                                    | Extérieur                                    | Équipe                                       | Domicile                                     | Extérieur                                    |
| ------------------- | -------------------------------------------- | -------------------------------------------- | -------------------------------------------- | -------------------------------------------- | -------------------------------------------- | -------------------------------------------- | -------------------------------------------- |
| Boston              | 114-106                                      | 107-97                                       | 101-94                                       | 104-109                                      | Denver                                       | 105-102                                      | 113-111 (OT)                                 |
| Brooklyn            | 116-104                                      | 132-113                                      | 119-109                                      | 103-95                                       | Minnesota                                    | 124-110                                      | 109-112                                      |
| New York            | 118-107                                      | 116-101                                      | 92-91                                        | 110-97                                       | Oklahoma City                                | 102-123                                      | 112-102                                      |
| Philadelphie        | 122-95                                       | 113-105                                      | 123-114                                      | 89-94                                        | Portland                                     | 112-106                                      | 95-91                                        |
|                     |                                              |                                              |                                              |                                              | Utah                                         | 101-93                                       | 104-98                                       |
|                     | 8–0                                          | 8–0                                          | 6–2                                          | 6–2                                          |                                              | 4–1                                          | 4–1                                          |
| Division            | 14–2                                         | 14–2                                         | 14–2                                         | 14–2                                         | Division                                     | 8–2                                          | 8–2                                          |
| Division Centrale   | Division Centrale                            | Division Centrale                            | Division Centrale                            | Division Centrale                            | Division Pacifique                           | Division Pacifique                           | Division Pacifique                           |
| Équipe              | Domicile                                     | Domicile                                     | Extérieur                                    | Extérieur                                    | Équipe                                       | Domicile                                     | Extérieur                                    |
| Chicago             | 122-120 (OT)                                 |                                              | 118-123 (OT)                                 | 94-105                                       | Golden State                                 | 121-127                                      | 111-121                                      |
| Cleveland           | 91-94                                        | 112-116                                      | 117-121                                      |                                              | L.A. Clippers                                | 118-109                                      | 115-123                                      |
| Detroit             | 109-91                                       | 101-102                                      | 87-75                                        | 105-102                                      | L.A. Lakers                                  | 113-80                                       | 123-114                                      |
| Indiana             | 116-91                                       | 111-100                                      | 90-108                                       |                                              | Phoenix                                      | 103-115                                      | 91-99                                        |
| Milwaukee           | 122-100                                      | 102-86                                       | 105-99                                       | 94-101                                       | Sacramento                                   | 91-96                                        | 99-102                                       |
|                     | 6–3                                          | 6–3                                          | 3–5                                          | 3–5                                          |                                              | 2–3                                          | 1–4                                          |
| Division            | 9–8                                          | 9–8                                          | 9–8                                          | 9–8                                          | Division                                     | 3–7                                          | 3–7                                          |
| Division Sud-Est    | Division Sud-Est                             | Division Sud-Est                             | Division Sud-Est                             | Division Sud-Est                             | Division Sud-Ouest                           | Division Sud-Ouest                           | Division Sud-Ouest                           |
| Équipe              | Domicile                                     | Domicile                                     | Extérieur                                    | Extérieur                                    | Équipe                                       | Domicile                                     | Extérieur                                    |
| Atlanta             | 128-84                                       | 121-125                                      | 99-105                                       |                                              | Dallas                                       | 100-78                                       | 94-86                                        |
| Charlotte           | 90-85                                        | 106-110                                      | 113-111                                      | 78-113                                       | Houston                                      | 122-129                                      | 115-102                                      |
| Miami               | 96-87                                        | 96-94                                        | 89-104                                       | 101-84                                       | Memphis                                      | 120-105                                      | 99-101                                       |
| Orlando             | 113-114                                      | 131-112                                      | 109-79                                       | 94-102                                       | La Nouvelle-Orléans                          | 108-106 (OT)                                 | 94-87                                        |
| Washington          | 95-105                                       |                                              | 113-103                                      | 114-106                                      | San Antonio                                  | 106-108                                      | 82-110                                       |
|                     | 5–4                                          | 5–4                                          | 5–4                                          | 5–4                                          |                                              | 3–2                                          | 3–2                                          |
| Division            | 10–8                                         | 10–8                                         | 10–8                                         | 10–8                                         | Division                                     | 6–4                                          | 6–4                                          |
| Conférence          | 33–18 (Domicile : 19–7 ; Extérieur : 14–11)  | 33–18 (Domicile : 19–7 ; Extérieur : 14–11)  | 33–18 (Domicile : 19–7 ; Extérieur : 14–11)  | 33–18 (Domicile : 19–7 ; Extérieur : 14–11)  | Conférence                                   | 17–13 (Domicile : 9–6 ; Extérieur : 8–7)     | 17–13 (Domicile : 9–6 ; Extérieur : 8–7)     |
| Total               | 50–31 (Domicile : 28–13 ; Extérieur : 22–18) | 50–31 (Domicile : 28–13 ; Extérieur : 22–18) | 50–31 (Domicile : 28–13 ; Extérieur : 22–18) | 50–31 (Domicile : 28–13 ; Extérieur : 22–18) | 50–31 (Domicile : 28–13 ; Extérieur : 22–18) | 50–31 (Domicile : 28–13 ; Extérieur : 22–18) | 50–31 (Domicile : 28–13 ; Extérieur : 22–18) |

## Effectif de la saison
| Raptors de Toronto Effectif actuel |    |                        |                   |                    |
| Entraîneur : Dwane Casey           |    |                        |                   |                    |
| Ailier                             | 2  | Drapeau des États-Unis | P. J. Tucker      | Texas              |
| Ailier                             | 5  | Drapeau des États-Unis | DeMarre Carroll   | Missouri           |
| Meneur                             | 6  | Drapeau du Canada      | Cory Joseph       | Texas              |
| Meneur                             | 7  | Drapeau des États-Unis | Kyle Lowry (C)    | Villanova          |
| Ailier fort                        | 9  | Drapeau de l'Espagne   | Serge Ibaka       | CB L'Hospitalet    |
| Arrière, Ailier                    | 10 | Drapeau des États-Unis | DeMar DeRozan (C) | USC                |
| Pivot                              | 17 | Drapeau de la Lituanie | Jonas Valančiūnas | BC Lietuvos rytas  |
| Ailier                             | 20 | Drapeau du Brésil      | Bruno Caboclo     | Pinheiros          |
| Meneur                             | 23 | Drapeau des États-Unis | Fred VanVleet     | Wichita State      |
| Arrière                            | 24 | Drapeau des États-Unis | Norman Powell     | UCLA               |
| Pivot                              | 42 | Drapeau de l'Autriche  | Jakob Pöltl       | Utah               |
| Ailier fort                        | 43 | Drapeau du Cameroun    | Pascal Siakam     | New Mexico State   |
| Ailier fort                        | 54 | Drapeau des États-Unis | Patrick Patterson | Kentucky           |
| Arrière, Meneur                    | 55 | Drapeau des États-Unis | Delon Wright      | Utah               |
| Pivot                              | 92 | Drapeau du Brésil      | Lucas Nogueira    | Estudiantes Madrid |
| (C) - Capitaine - Blessé           |    |                        |                   |                    |

## Contrats et salaires 2016-2017
| Joueur            | Poste          | Âge            | Exp            | Contrat                 | Salaire 2016-2017 | Fin du contrat |
| ----------------- | -------------- | -------------- | -------------- | ----------------------- | ----------------- | -------------- |
| Joueurs actuels   |                |                |                |                         |                   |                |
| Bruno Caboclo     | SF             | 21             | 2              | 7 023 225 $ sur 4 ans   | 1 589 640 $       | 2018           |
| DeMarre Carroll   | SF             | 30             | 7              | 58 000 000 $ sur 4 ans  | 14 200 000 $      | 2019           |
| DeMar DeRozan     | SG             | 27             | 7              | 139 000 000 $ sur 5 ans | 26 540 100 $      | 2021           |
| Cory Joseph       | PG             | 25             | 5              | 29 890 000 $ sur 4 ans  | 7 315 000 $       | 2019           |
| Kyle Lowry        | PG             | 30             | 10             | 48 000 000 $ sur 4 ans  | 12 000 000 $      | 2018           |
| Lucas Nogueira    | C              | 24             | 2              | 8 473 305 $ sur 4 ans   | 1 921 320 $       | 2018           |
| Patrick Patterson | PF             | 27             | 6              | 18 150 001 $ sur 3 ans  | 6 050 000 $       | 2017           |
| Jakob Pöltl       | C              | 21             | 0              | 5 529 600 $ sur 2 ans   | 2 703 960 $       | 2020           |
| Norman Powell     | SG             | 23             | 1              | 2 539 382 $ sur 3 ans   | 874,636 $         | 2018           |
| Terrence Ross     | SF             | 25             | 4              | 31 500 000 $ sur 3 ans  | 10 000 000 $      | 2019           |
| Pascal Siakam     | PF             | 22             | 0              | 2 445 960 $ sur 2 ans   | 1 196 040 $       | 2020           |
| Jared Sullinger   | PF             | 24             | 4              | 5 628 000 $ sur 1 an    | 5 628 000 $       | 2017           |
| Jonas Valančiūnas | SF             | 24             | 4              | 64 000 000 $ sur 4 ans  | 14 382 022 $      | 2020           |
| Fred VanVleet     | PG             | 22             | 0              | 1 448 720 $ sur 2 ans   | 543,471 $**       | 2018           |
| Delon Wright      | PG             | 24             | 1              | 4 731 840 $ sur 3 ans   | 1 577 280 $       | 2019           |
| Total salaire     | Total salaire  | Total salaire  | Total salaire  | Total salaire           | 106 521 469 $     | -              |
| Joueurs coupés    | Joueurs coupés | Joueurs coupés | Joueurs coupés | Joueurs coupés          | 206,500 $         | -              |
|                   |                |                |                |                         |                   |                |
| Total             | Total          | Total          | Total          | Total                   | 106 727 969 $     | Différence     |
| Salary Cap        | Salary Cap     | Salary Cap     | Salary Cap     | Salary Cap              | 94 143 000 $      | - 12 584 969 $ |
| Luxury Tax        | Luxury Tax     | Luxury Tax     | Luxury Tax     | Luxury Tax              | 113 287 000 $     | 6 559 031 $    |

- 2017 = Joueurs qui peuvent quitter le club à la fin de cette saison.
- *Contrat non garanti.
- **Contrat partiellement garanti.

## Transferts

### Joueurs qui re-signent
| Joueur        | Contrat                            | Référence |
| ------------- | ---------------------------------- | --------- |
| DeMar DeRozan | Contrat de 139 000 000 $ sur 5 ans | [ 2 ]     |

#### Options joueur et équipe
| Joueur        | Option                                                                                     |
| ------------- | ------------------------------------------------------------------------------------------ |
| DeMar DeRozan | Décline son option joueur de 10 150 000 $ pour la saison 2016-2017 et devient agent libre. |

### Arrivés
| Joueur                               | Contrat                          | Provenance                 | Référence |
| ------------------------------------ | -------------------------------- | -------------------------- | --------- |
| Jakob Pöltl (Draft 2016, choix 9)    | Contrat de 5 520 000 $ sur 2 ans | Utes de l'Utah             | [ 3 ]     |
| Pascal Siakam (Draft 2016, choix 27) | Contrat de 2 450 000 $ sur 2 ans | Aggies de New Mexico State | [ 3 ]     |
| Jared Sullinger                      | Contrat de 5 628 000 $ sur 1 an  | Celtics de Boston          | [ 4 ]     |
| Fred VanVleet                        | Contrat de - $ sur - ans         | Shockers de Wichita State  | [ 5 ]     |

### Départs
| Joueur          | Raison départ | Nouvelle équipe ¹ | Référence |
| --------------- | ------------- | ----------------- | --------- |
| Anthony Bennett | Agent libre   | Nets de Brooklyn  | [ 6 ]     |
| Bismack Biyombo | Agent libre   | Magic d'Orlando   | [ 7 ]     |
| James Johnson   | Agent libre   | Heat de Miami     | [ 8 ]     |
| Luis Scola      | Agent libre   | Nets de Brooklyn  | [ 9 ]     |

¹ Il s'agit de l’équipe pour laquelle le joueur a signé après son départ, il a pu entre-temps changer d'équipe ou encore de pays.